# Resistencia Aero.
Resistencia Aero. är en flygplats i Argentina. Den ligger i den nordöstra delen av landet, 800 km norr om huvudstaden Buenos Aires. Resistencia Aero. ligger 52 meter över havet.
Terrängen runt Resistencia Aero. är mycket platt. Runt Resistencia Aero. är det ganska tätbefolkat, med 116 invånare per kvadratkilometer.. Närmaste större samhälle är Resistencia, 7,2 km öster om Resistencia Aero..
I omgivningarna runt Resistencia Aero. växer huvudsakligen savannskog.